# Cork Hill
Cork Hill är en ort i Montserrat (Storbritannien). Den ligger i parishen Parish of Saint Anthony, i den sydvästra delen av Montserrat.